# Brežněvova doktrína

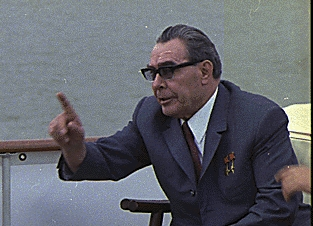
Leonid Brežněv po kterém je doktrína pojmenována

Brežněvova doktrína omezené suverenity řídila sovětskou zahraniční politiku od roku 1968 do perestrojky. Generální tajemník Komunistické strany Sovětského svazu Leonid Iljič Brežněv považoval hrozbu, že by se některá socialistická země odvrátila od socialismu ke kapitalismu, za problém nejen této země, ale i všech ostatních socialistických států. Sovětský svaz si tím vlastně vyhradil právo intervenovat v libovolné zemi východního bloku, ve které by existovalo takové nebezpečí. Brežněvova doktrína byla aplikována pro ospravedlnění okupace Československa v roce 1968 a Afghánistánu v roce 1979.

## Původ a starší praxe
Ideologické základy má tato doktrína již u Lenina (marxismus-leninismus), který uznával právo národů na sebeurčení, ale zároveň komunistickou stranu považoval za skutečného zástupce proletariátu, která jediná může toto právo vykonávat. Formálně tak byl Sovětský svaz federací národních republik vykonávající právo na sebeurčení (každá se nazývala podle nějakého národa), reálně však měla moc Komunistická strana Sovětského svazu a vše podstatné se rozhodovalo v Moskvě.
Podmínky k této politice na mezinárodním poli vznikly po druhé světové válce, kdy se SSSR stal supervelmocí a Evropa byla rozdělena železnou oponou. K prvnímu násilnému potlačení pokusu o změnu režimu došlo již za Nikity Chruščova v červnu 1953, kdy bylo sovětskou okupační armádou potlačeno východoněmecké povstání. Další protirežimním protestem ve východním bloku bylo poznaňské povstání v Polsku v červnu 1956, které bylo násilně potlačeno domácí silou. Nejvýznamnější vojenskou intervencí SSSR za Chruščova bylo potlačení maďarského povstání na podzim 1956, kdy již v období počínající destalinizace premiér Imre Nagy ohlásil úmysl vystoupit z varšavského paktu a obnovit svobodné volby.

## Důsledky
Různé formy násilného potlačení snahy o změnu komunistického režimu ovlivnily vůli po jeho pádu po uvolnění režimu a následnou politiku těchto států. Východní Německo se v roce 1990 připojilo k Západnímu a tím se dostalo pod ochranu Severoatlantické aliance (NATO). Polsko, Československo a Maďarsko se v roce 1991 sdružily do Visegrádské skupiny. Polsko, Česko a Maďarsko se staly prvními samostatnými státy východního bloku, které se v roce 1999 připojily k NATO.
Sovětská intervence v Afghánistánu dopadla neúspěchem a poznamenala poslední desetiletí existence SSSR. Její důsledky pro prestiž a ekonomické výdaje jsou počítány mezi podstatné faktory vedoucí k rozpadu Sovětského svazu.